# Коефицијент
У математици, коефицијент је елемент који се множи са променљивом у полиному. Најчешће је број, а може бити и параметар.
У полиному {\displaystyle 2x^{2}+5x-3} коефицијенти су 2, 5 и -3 респективно, док су код {\displaystyle ax^{2}+bx+c} коефицијенти a, b и c респективно, а c је константа.